# عبد الرحمن بن محمد الجديع
عبد الرحمن بن محمد الجديع (16 يناير 1950) هو دبلوماسي وشاعر سعودي. شغل منصب سفير للمملكة العربية السعودية في كل من السويد وجمهورية آيسلندا، والمملكة المغربية، والنرويج.

## مساره الدراسي
درس العلوم السياسية والإدارة العامة. في عام 1985 حصل على الدكتوراه في العلوم السياسية من جامعة أريزونا الشمالية حول موضوع انتشار التكنولوجيا النووية في دول العالم الثالث، وتحليل عملية صنع القرار في الهند وباكستان.

## مساره المهني
- في الفترة من 3 أغسطس 1999 إلى 2008 شغل منصب القنصل العام في مدينة نيويورك [4]، وعضو الوفد السعودي لدى هيئة نزع السلاح التابعة للأمم المتحدة في الدورة من 9 إلى 27 أبريل 2007 للجمعية العامة للأمم المتحدة تحت قيادة نايف بن عبد العزيز.[5]
- من 20 مايو 2008 إلى 20 مايو 2014 كان سفيرا في ستوكهولم.
- ومن 11 ديسمبر 2008 تم اعتماده سفيراً في أوسلو.[6][7][8]
- من 12فبراير 2014 إلى 2015 كان سفيرا للسعودية في الرباط.[9]

## مؤلفات
| الكتاب                                                              | سنة النشر | ملاحظات |
| ------------------------------------------------------------------- | --------- | ------- |
| وحي الغربة (شعر)                                                    | 2017      | [ 10 ]  |
| ظمأ وسراب                                                           | 2017      |         |
| أشرعة الحنين: رسائل                                                 | 2019      |         |
| سنابل الخريف                                                        | 2019      |         |
| الدبلوماسية المتعددة الأطراف والتمثيل الدبلوماسي في الأمم المتحدة   | 2021      | [ 11 ]  |
| فنجان قهوة بجوار بركان: مقاربة للتحولات والمتغيرات في الواقع العربي | 2021      |         |
| تفاؤل الإرادة: محطات في الدبلوماسية والسياسة والأدب                 | 2022      | [ 12 ]  |

## تكريم
منحه ملك السويد كارل السادس عشر غوستاف سام «النجم القطبي» من الدرجة الأولى برتبة قائد عام 2019م.